# Danilo Cataldi
Danilo Cataldi (Roma, 6 de agosto de 1994), é um futebolista italiano que atua como volante. Atualmente joga na Fiorentina, emprestado pela Lazio.

## Carreira
Danilo Cataldi começou a carreira no Lazio.

## Títulos
Lazio
- Copa da Itália: 2018–19
- Supercopa da Itália: 2019